# آن هولاندر
آن هولاندر (بالإنجليزية: Anne Hollander)‏ هي مؤرخة الفن أمريكية، ولدت في 16 أكتوبر 1930 في كليفلاند في الولايات المتحدة، وتوفيت في 6 يوليو 2014 في مانهاتن في الولايات المتحدة بسبب سرطان.